# Опріснення води

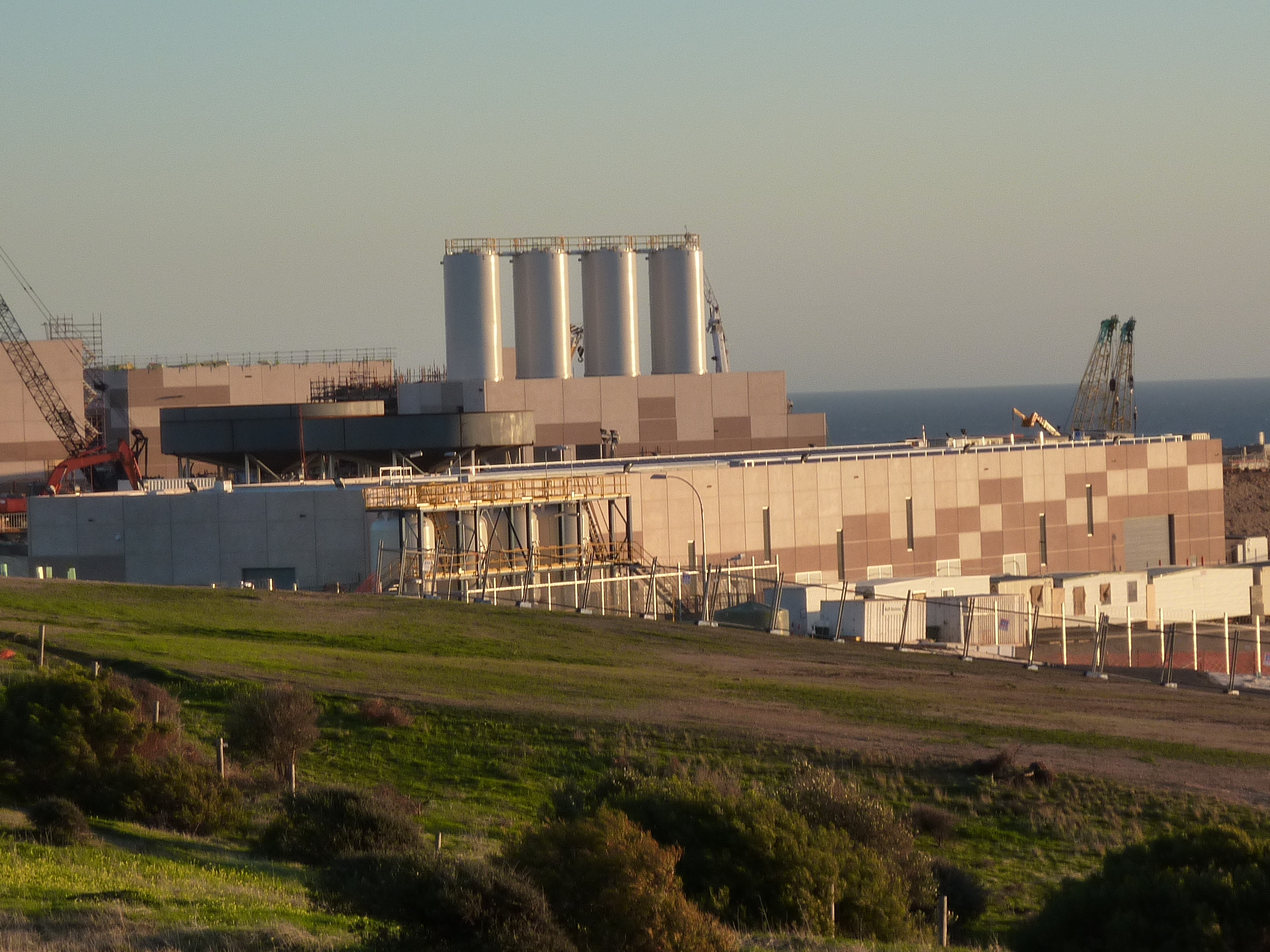
Завод з опріснення води в Порт-Станваку, Австралія

Опрі́снення води́ — видалення з води розчинених в ній солей до концентрації, яка є допустимою під час використання води для господарсько-питних або технічних потреб.
Для питного водопостачання придатна вода з вмістом розчинних солей не більше 0,5 г/л. Опріснення води практично може бути досягнуте випаровуванням (дистиляцією), виморожуванням, іонним обміном або електродіалізом.
Опріснення води для промислових і господарсько-питних потреб здійснюється на опріснювальних установках. 1972 року вперше в світі була введена в дію і діяла майже 30 років атомна опріснювальна установка на базі реактора на швидких нейтронах бн-350 в місті Шевченко (Казахстан, нині місто Актау).
Окрім зазначених способів існує ще зворотний осмос. Найпоширеніші для опріснення води в Україні дистиляційні установки. За кордоном все частіше використовують процес зворотного осмосу. Найбільші обсяги опріснення води характерні для країн Близького Сходу.